# Profesor Salvador Mazza
Profesor Salvador Mazza est une localité de la province de Salta, au nord-ouest de l'Argentine, située dans le département d'Orán.
La ville se trouve à 420 km au nord de la ville de Salta, capitale de la province, et à 55 km de Tartagal sur route nationale 34 dont elle est le point terminal nord, à la frontière de la Bolivie.
La route nationale 34 et une branche du chemin de fer General Belgrano unissent la ville au reste de l'Argentine ainsi qu'à Tarija et Santa Cruz de la Sierra en Bolivie.
C'est la ville la plus septentrionale d'Argentine (et non pas La Quiaca, comme on le croit souvent). La petite localité de Santa Catalina, en province de Jujuy est cependant située un peu plus au nord encore. 

Au-delà de la frontière se trouve la ville bolivienne de Yacuiba, avec laquelle elle forme une seule agglomération.

## Origine du nom de la ville
La ville a reçu son nom en hommage au professeur Salvador Mazza, médecin et professeur argentin, codécouvreur de la maladie de Chagas ou Trypanosomiase brésilienne.

## Population
La localité comptait 16 068 habitants en 2001, soit une hausse de 8,9 % par rapport au recensement de 1991.